# Демон в бутылке
Demon in a Bottle (рус. Демон в бутылке) — сюжетная линия комиксов о Железном человеке, опубликованная издательством Marvel Comics в выпусках The Invincible Iron Man #120-128 в марте — ноябре 1979 года. Авторами сюжета, который рассказывает о проблемах Тони Старка с алкоголем, стали Дэвид Мишелини и Боб Лэйтон вместе с художниками Кармином Инфантино и Джоном Ромитой-младшим.

## История создания
Автор и художник Боб Лэйтон рассказал о зарождении идеи рассказа: 
Я собираюсь сейчас процитировать Дэвида Мишелини и сказать, что мы не хотели создавать что-либо подобное. Нам заплатили за следующий выпуск Железного человека, и новым злодеем вместо какого-нибудь Доктора Дума стала бутылка. Это был наш «злодей месяца», мы действительно относились к ней именно так. Мы никогда не стремились к актуальности, но здесь... Каковы причины падения хороших парней? Обычно это жадность, наркотики, секс? Мы не могли рассказать о сексе, ведь так? Да и об алкоголе говорили не очень много, особенно с детьми в тот период.
Сюжетная линия разворачивалась в выпусках The Invincible Iron Man #120-128, а большая часть выпусков была написана сценаристом Дэвидом Мишелини с художественным оформлением Боба Лейтона. Карандашными набросками занимался Джон Ромита-старший и предоставлял Лэйтону для дальнейшей доработки. Выпуск #122, вышедший в мае 1979 года, был подготовлен Мишелини вместе с Кармином Инфантино, а Лэйтон исполнял обязанности контурщика.
Названием Demon in a Bottle изначально планировалось озаглавить последний выпуск сюжетной линии, а когда она была перепечатана в 1984 и 1989 годах, она была названа The Power of Iron Man (рус. Сила Железного человека). Однако, это название не прижилось и сюжетная линия стала всё чаще обозначаться как «Демон в бутылке», и в следующем переиздании Marvel приняли решение изменить название.

## Реакция
«Демон в бутылке» была признана критиками «квитэссенцией комиксов о Железном человеке». Некоторые называли сюжетную линию одной из лучших саг о супергероях 1970-х годов наряду с The Night Gwen Stacy Died 1977 года, а также одной из серий, которая до сих пор продолжает оказывать влияние на писателей комиксов о Тони Старке. «Демон в бутылке» получила премию Eagle Award в 1980 году в номинации «Лучшая одиночная сюжетная линия». Джей Монтес из журнала Weekly Comic Book Review сказал: «Железный человек никогда не был известен своими сольными сюжетными линиями, но в этот раз это успешно произошло, а потому мы должны беречь её как зеницу ока». Однако Монтес отметил, что «немного глупо было видеть, как Тони Старк излечился от алкоголизма в течение одного номера».
Издание Pulp and Dagger положительно оценили работу Лэйтона и Мишелини, отметив правдоподобность рассказа, «более серьёзный и не банальный сюжет без упрёков и нравоучений в адрес супергероя, который становится слегка…потерянным». Журнал Now Read This! также отметил некоторую нетипичность сюжета и его ориентирование на более взрослых читателей, а также работу авторов, которым снова удалось показать, что комиксы можно использовать для освещения подобного рода тем.
Джеймс Хейлстоун из Den of Geek высказал мнение, что некоторые образы Тони Старка, в частности миллионера и любимца женщин, стали избитыми, а «Демон в бутылке» стал необходимой «инъекцией реалистичности». Хейстоу нашёл работу Джона Ромиты-младшего «хорошей», а также сравнил сюжетную линию с фильмом «Французский связной 2», который «даже спустя 20 лет, идёт так же хорошо». Обозреватель сайта Comics Bulletin Дэйв Уоллес назвал серию «ничем не примечательной», а все изображенные ситуации — «слишком общими», чтобы действительно считать историю показательной, однако несмотря на это почитал её вполне «удовлетворительной», а также похвалил работу Ромиты.
Вопрос алкоголизма Тони Старка впоследствии всплывал ещё несколько раз и стал одной из ключевых составляющих характера персонажа. В 2008 году, режиссёр фильма «Железный человек» Джон Фавро сказал: «У Тони Старка есть проблемы с выпивкой. Это часть того, кем он является». Он также отметил, что «Демон в бутылке» может быть использована в дальнейших фильмах о персонаже: «Думаю, когда мы сделаем версию а-ля „Покидая Лас-Вегас“, она обязательно будет иметь место».
В 2010 году в сиквеле Тони Старк, медленно умирая от отравления палладием, облучающем его сквозь оболочку мини-реактора в груди, впадает в депрессию и ищет новых ощущений, готовясь к скорой смерти. Во время празднования своего последнего, как он думал, дня рождения, Старк не контролирует себя в состоянии алкогольного опьянения, и Роуди вынужден вмешаться. Он забирает один из его костюмов и во время драки разрушает особняк Старка. Несмотря на это, Фавро покомментировал:
Многие спрашивали нас, будем ли мы добавлять сюжетную линию комикса «Демон в бутылке», сосредоточенную на проблемах Старка с алкоголизмом. Мы установили тон в первом фильме, который куда менее мрачен, чем тон оригинала, но мы хотели показать то, как Тони справляется со всем давлением, накатившим на него после заявления «я — Железный человек» и как он пытается сохранить свою собственную личность, будучи спасающим мир супергероем, и тем, как все это отражается на жизнях близких к нему людей.

## Коллекционные издания
Все девять выпусков серии были собраны в коллекционном томе в мае 2006 года 2006 (ISBN 0-7851-2043-2) и в рамках Marvel Premiere Classics в твёрдой обложке в 2008 году (ISBN 0-7851-3095-0).